# Dégrad des Cannes
Dégrad des Cannes är en hamn i Franska Guyana (Frankrike). Den ligger i den nordöstra delen av landet, 11 km sydost om huvudstaden Cayenne. Dégrad des Cannes ligger 4 meter över havet. Arean är 23,0 kvadratkilometer. Runt Dégrad des Cannes är det ganska tätbefolkat, med 56 invånare per kvadratkilometer. Närmaste större samhälle är Matoury, 5,7 km väster om Dégrad des Cannes. I omgivningarna runt Dégrad des Cannes växer i huvudsak städsegrön lövskog.